# Raies Roshanali
Raies Roshanali (Amsterdam, 30 oktober 1995) is een voormalig Nederlands voetballer die  bij voorkeur als middenvelder uitkwam.

## Clubcarrière
Roshanali speelde in de jeugd van Zeeburgia, waarna hij in 2011 vertrok naar AZ. Hier tekende hij in december 2012 samen met Wesley Hoedt een contract tot medio 2015.
Op 1 juni 2015 tekende Roshaneli een contract voor twee seizoenen bij FC Oss. Hij maakte zijn debuut voor de club op 7 augustus 2015 in de seizoensopener tegen FC Emmen. Hij kwam in zijn eerste seizoen tot 19 wedstrijden voor de club. In het seizoen 2016/17 kwam hij echter niet voor in de plannen van de nieuwe trainer François Gesthuizen.
In de zomer van 2017 maakte Roshaneli de overstap naar FC Dordrecht. In december 2017 besloot hij de club te verlaten vanwege een gebrek aan speeltijd. Hij ging spelen bij de amateurs van vv Noordwijk, waarmee hij in 2019 kampioen werd van de Derde divisie Zaterdag. Roshaneli speelde in vijf jaar tijd ruim honderd wedstrijden voor vv Noordwijk, alvorens hij medio 2023 vertrok naar SV TEC, dat een niveau lager opereerde. Na een half jaar haalde Kozakken Boys de middenvelder terug naar de Tweede divisie. Met Kozakken Boys degradeerde Roshaneli echter in zijn eerste (halve) seizoen.

## Interlandcarrière

### Nederland -18
Roshanali speelde één interland namens Nederland onder 18. Op 11 september 2012 liet Ruud Dokter hem op 16-jarige leeftijd debuteren in de vriendschappelijke wedstrijd tegen de leeftijdsgenoten van de Verenigde Staten. Hij kwam 24 minuten voor tijd het veld in voor Rick Karsdorp.
| №                 | Datum             | Wedstrijd                    | Uitslag           | Soort wedstrijd   | Doelpunten        |                   |
| Als speler bij AZ | Als speler bij AZ | Als speler bij AZ            | Als speler bij AZ | Als speler bij AZ | Als speler bij AZ | Als speler bij AZ |
| ----------------- | ----------------- | ---------------------------- | ----------------- | ----------------- | ----------------- | ----------------- |
| 1.                | 11 september 2012 | Verenigde Staten - Nederland | 4 – 2             | Vriendschappelijk | 0                 |                   |

## Statistieken in het betaalde voetbal
| Seizoen | Club         | Land      | Competitie     | Competitie | Competitie | Beker | Beker | Totaal | Totaal |
| Seizoen | Club         | Land      | Competitie     | Wed.       | Dlp.       | Wed.  | Dlp.  | Wed.   | Dlp.   |
| ------- | ------------ | --------- | -------------- | ---------- | ---------- | ----- | ----- | ------ | ------ |
| 2015/16 | FC Oss       | Nederland | Eerste divisie | 18         | 0          | 1     | 0     | 19     | 0      |
| 2016/17 | FC Oss       | Nederland | Eerste divisie | 0          | 0          | 0     | 0     | 0      | 0      |
| 2017/18 | FC Dordrecht | Nederland | Eerste divisie | 1          | 0          | 1     | 0     | 2      | 0      |